# هوتل ماريو
فندق ماريو هي لعبة ألغاز للحاسوب طورتها شركة فانتازي فاكتوري ونشرتها شركتا نينتندو وفيليبس في 1994، لجهاز فيليبس سي دي-آي. الشخصية الأساسية في اللعبة هي ماريو والذي يجب أن يجد الأميرة تودستول بعبور فنادق كوبا السبعة في مملكة المشروم. كل فندق مقسم لعدة مستويات. والهدف هو إغلاق جميع الأبواب في كل مستوى. بهزيمة الكوبالنغ (أتباع باوزر) في كل مستوى أخير من الفندق، يمكن للاعب أن ينتقل للفندق التالي.
بعد أن قررت نينتندو أن لا تجعل فيليبس تصنع لها الإضافات والملحقات لجهاز سوبر نينتندو إنترتينمنت سيستم، أعطت الإذن لفيليبس ليستخدموا إحدى شخصياتها في ألعاب لجهاز فيليبس سي دي-آي. أُعطيت الألعاب وقتاً قصيرة وموارد مالية قليلة لتُطور، ونينتندو أعطت مساهمات سريعة.
الألعاب الناتجة من هذا الترخيص انتقدت بشكل واسع، واعتُبرت فندق ماريو أنها أسوء ألعاب ماريو الرئيسية، وذلك بسبب التصوير السيء لإغلاق الأبواب، التحكم الغير مستجيب والذي يستخدم فيلم تفاعلي. اعتُبر جهاز فيليبس سي دي-آي علامة تجارية فاشلة، وارتفع سعر الألعاب لندرة وجودها حالياً.

## طريقة اللعب

مستوى من مستويات الفندق الأول

بالتحكم بماريو أو بأخوه لويجي عند اللعب بلاعبان، يجب على اللاعب إكمال جميع المستويات في الفنادق السبعة في اللعبة. تحتوي أول ستة فنادق على عشرة مستويات، بينما يحتوي الأخير على خمسة عشر مستوى. للانتقال من مستوى لآخر يجب على اللاعب إغلاق جميع الأبواب في المستوى قبل أن يتجاوز الوقت المحدد. لم يُفسر الهدف من إغلاق الأبواب للعبور للمستوى الآخر. المصاعد والتي تُشغل بطرق مختلفة اعتماداً على الفندق الموجود فيه، تمكن اللاعب من الانتقال بين كل خمسة طوابق في المستوى. وكلما أكمل اللاعب المستوى بأقصى سرعة، فإنه سيحصل على نقاط أعلى. لكل مستوى شاشة خاصة به، حيث يمكن حفظ ما أنجز من مستويات. وتستخدم الشاشات أيضاً للدخول للمستويات التي سبقت أن لُعبت في الفندق، ولإظهار خريطة مملكة المشروم، مما يسمح للاعب أن يدخل أي فندق قد سبق أن لعبه.
عندما يحاول اللاعب إغلاق الأبواب، فيجب عليه أن يتجنب الأخطار المحتومة. حيث أن ماريو سيخسر حياة إذا لمسه أحد الأعداء، أو إذا تجاوز اللاعب الوقت المحدد في إكمال المستوى، أو إذا تجاوز حدود الطابق الواقف فوقه وسقط عنه، أو إذا ظلت جميع الأبواب مفتوحة. معظم الأعداء في اللعبة هم مخلوقات سلسلة ماريو العادية، كغومبا وبوو، وكوبا تروبا والمخلوقات المختلفة الأخرى. العدو في آخر مستوى من كل فندق هو أحد أتباع باوزر (الكوبالنغ)، والذين يستخدمون أساليب مختلفة لمهاجمة ماريو.
يمكن لماريو في حالته العادية تحمل ضربة واحدة من الأعداء، ويمكنه هزم معظمهم بالقفز عليهم. بفتح الأبواب قد يجد اللاعب قدرات خاصة داخلها والتي توفر طاقات وقدرات مختلفة. فسوبر مشروم تحول ماريو لسوبر ماريو التي تجعل جسمه كله يشع، وتعطيه القوة ليصمد أمام ضربتين من الأعداء. إذا وجد سوبر مشروم مرة أخرى وهو لا يزال في حالة سوبر ماريو، فإن السوبر مشروم تتحول لزهرة الحريق، حيث إذا حصل عليها يصبح فاير ماريو ويمكنه قذف كرات حريق للقضاء على الأعداء. وهناك 1-أب مشروم والتي تعرف أيضاً بإكسترا ماريو مشروم أو تود والتي تعطي حياة إضافية للاعب، ولا يمكن إيجادها إلا إن كان ماريو بحالة فاير ماريو. ويمكن الحصول على حياة إضافية أيضاً بجمع 30 عملة. ويمكن للاعب أيضاً الحصول على ستار مان، التي تجعل ماريو مؤقتاً يقصي الأعداء من الشاشة بواسطة لمسهم ببساطة.

## الرواية والإعدادات
تأخذ اللعبة مكاناً في مملكة المشروم، حيث أن باوزر قد انتقل إلى منتجع فندقي، للاستخدام هو وعائلته. وقد أعاد تسمية الأرض لمنتجع كلاب كوبا. كل فندق موجود في المنطقة محروس من قبل أحد الكوبالنغ وأتباعه. الفنادق تعرض أنواع مختلفة من البنايات في مواقع متنوعة، وتشمل الأشجار والغيوم والمناجم.
دخل ماريو ولويجي مملكة المشروم بسبب دعوة للتنزه وجهتها الأميرة تودستول لهما. وجدا عند دخولهما رسالة من باوزر. أظهر فيها أنه تمكن من التحكم في المملكة، وأنه أسس سبعة فنادق فيها، وقد حُجزت الأميرة تودستول في واحدة منها ك«ضيفة دائمة». في زيارتهم للفنادق الستة، يجد ماريو ولويجي الأميرة في كل فندق لكن في كل مرة تختفي، وينتهي بهم الأمر للفندق الذي بعده. وأخيراً يصلون للمكان الذي يقيم فيه باوزر نفسه. وبهزيمة باوزر مالك الفنادق، يفر الأخوان من المبنى مع الأميرة قبل أن ينهار. والآن تستطيع الأميرة تودستول أن تحكم مملكتها بسلام وذلك بفضل الأخوين ماريو، وتعطيهما كليهما قبلة.

## التطوير
وقعت نينتندو صفقة في مايو 1991 مع شركة فيليبس لتطوير ملحقات سابقة، بعد محاولة فاشلة من سوني لتطوير قرص مضغوط مؤسس كملحق لسوبر نينتندو إنترتينمنت سيستم. وقد شهدت سيجا إقبالاً ضعيفاً على جهازها ميجا سي دي، لذا اعتبرت نينتدو أن الملحقات غير مربحة، فألغيت المشروع تماماً. وكجزء من إنهاء الصفقة، أعطت نينتندو شركة فيليبس ترخيصاً لاستخدام خمس شخصيات من عندها، شاملةً ماريو ولويجي والأميرة تودستول ليظهروا في ألعابهم لجهاز فيليبس سي دي-آي، وبدون تدخل نينتندو في تطوير الألعاب باستثناء مساهمات سريعة في مظهر الشخصيات. كجزء من لعبة فندق ماريو، فإن شخصيات ماريو أعدت لتستخدم في لعبة سوبر ماريو واكي وورلدز، ولكن أُلغيت اللعبة مع بقاء النماذج البدائية التي قد تبرمجت. وبينما واكي وورلدز كان من المخطط أن تكون متأقلمة مع سوبر ماريو وورلد في جهاز فيليبس سي دي-آي، صُنعت لعبة فندق ماريو لتكون لعبة ألغاز مقيدة في شاشة وحيدة. وعلى عكس ألعاب ليجند أوف زيلدا المتعلقة بالجهاز، لم تُطور اللعبة من قبل شركة ثالثة، ولكن طورت بواسطة فريق فيليبس للتطوير، فانتازي فاكتوري.
صُنعت عدة أفلام تفاعلية لفندق ماريو. تصور الأفلام ماريو ولويجي أنهما عندما يعبران للفندق التالي فهما يتناقشان ويعطيان تلميحات للاعب، مثل: «إذا احتجت لتعليمات حول التنقل بين الفنادق، راجع كتاب التعليمات المحصور». جهز مارك غراو أصوات الإخوة ماريو، بينما أدت جيسيلن بينفورد صوت الأميرة تودستول. في أعلى قدرات الأفلام التفاعلية لفيليبس سي دي-آي، صُنعت فندق ماريو مستخدمة الساعة الداخلية للجهاز، بإظهار رسائل تغير التاريخ.
خلفيات مستويات الفنادق صممتها الرسامة المستقلة تريسي فينولا. حيث أنها رأت نسخة بدائية -والتي أطلقت عليها فينولا «ميكانيكية» وغير «ممتعة للبصر»، قررت هي والمدير الفني جيف زيورن استخدام عناصر من ديزني وج. ر. ر. تولكين ليجملا التصميم البصري للعبة. الرسوم للمستويات تتكون من عدة كتل وتظهر كل واحدة منها تفصيلاً واحداً. أول شيء صممته فينولا كان الباب لجميع الفنادق. كل مبنى أخذ أسبوعاً ليكتمل تصميمه، وصُمم لينسجم مع فكرة معينة. مثلاً، استُخدم الفن القوطي ليصمم به الفندق الخاص بباوزر.
===طاقم العمل===
| المنتج المنفذ                   | ستيفن رادوش                                     |
| المنتج                          | مايكل أهن                                       |
| مهندس المشروع                   | كيفن غولدبيرغ توم لوف ستيف مارتن كيفن ف.أ. هانت |
| المنتج المساعد                  | جينيس كونفري                                    |
| المدير الفني                    | جيف زيورن                                       |
| الرسام                          | مايرينا كيم                                     |
| رسوم الأشباح                    | بات كامبل                                       |
| رسوم خلفيات الفندق              | تريسي فينولا                                    |
| تسلسل الرسوم، الرسوم والتأثيرات | تيري أوبرين كاثي سواين بونيتا فيرش              |
| منتج الأصوات                    | ليزا برنيز                                      |
| موسيقى خلفية                    | جاك ليفي                                        |
| مجهزي الأصوات                   | مارك غراو جوسيلين بينفورد                       |
| التصميم الأصلي للعبة            | ستيفن رادوش                                     |
| المنتج التقني للعبة             | كيفن غولدبيرغ                                   |

## الإقبال
عند إصدار اللعبة، تلقت آراءً مختلطة ومتنوعة من مجلة إلكترونك جيمينغ مونثلي، ومجلة جيم برو. فالأولى علقت أنها بسيطة ولكن تسبب الإدمان. أما عن جيم برو أطلقت على اللعبة أنها ممتعة ولكن قد تسبب الملل سريعاً للاعب، وأعطتها تقييم 2.5 من 5.
بعد سنوات من إصدارها، اكتسبت اللعبة سمعة سيئة بأنها من أسوء ألعاب الفيديو. فعندما اختارت إلكترونك جيمينغ مونثلي ماريو بأنه أفضل شخصية ألعاب فيديو في 2005، اعتبرت أن لعبة فندق ماريو من أسوء وأكثر اللحظات حرجاً له. واعتبرت اللعبة بطريقة مشابهة من قبل سكروأتاك بأنها أسوء لعبة ماريو على الإطلاق، حيث انتقدت اللعبة بسبب الأصوات والتحكم، وأيضاً بأنها لعبة «مرتكزة فقط على إغلاق الأبواب». أما عن موقع جيم دايلي، فقد شمل لعبة فندق ماريو بأنه من أسوء الألعاب التي يأخذ فيها دور البطولة شخصية من شخصيات نينتندو، معلقاً بأن اللعب يفتقد لعناصر ماريو المتعارف عليها. وأيضاً موقع إن-يوروب جعل اللعبة في قائمة أسوء ألعاب سلسلة ماريو ثنائية الأبعاد. وقد وجد الموقع بأن مواجهات الرئيس (الكوبالنغ)، «سيئة بشكل فريد»، وأطلقت على اللعبة اسم «براز يتبخر».
موقع آي جي إن رأى أن فندق ماريو أفضل من ألعاب أسطورة زيلدا، لكن علقت بأن إغلاق الأبواب «ليس شيئاً كافياً للعبة بأكملها». اعتبر كريس كولر من مجلة وايرد أن فندق ماريو «لعبة ألغاز بدون ألغاز»، مدعياً أن هذا أحد أسباب عدم اهتمام وانبهار نينتندو بالقرص المضغوط. وأشار موقع جاميس رادار إلى اللعبة «كرابتاستك». واعتبر موقع يوروجايمر بأن اللعبة «أكثر بقليل من نسخة رديئة حقيقية من لعبة إليفاتور أكشن».
في 1994 قيمت جيم برو رسوم فندق ماريو ب 3.5 من 5 والأصوات ب 4 من 5، قائلةً بأن «الجانب الشاذ الوحيد في هذه اللعبة هي الصياغة الرائعة لرسوم التسلسلات». بعد سنين من إطلاق اللعبة، أصبحت الأفلام التفاعلية مادة للانتقاد في مواقع ألعاب الفيديو، فقد قال موقع 1أب.كوم بأنها «مروعة بصراحة». آي جي إن ذكر بأنها «سحيقة»، و«تقليب كتاب سيئ من صور رسمت في مايكروسوفت باينت من 1987». وجودة الأصوات أيضاً انتقدت ونوقش فيها، فالموقعان السابق ذكرهما رأوا أن الأصوات غير ملائمة للشخصيات ولم تحرز نفس الإحساس المرح للصوت الحالي لماريو ولويجي الذي أداه تشارلز مارتنيه. وُضعت فندق ماريو في قائمة أسوء 20 لعبة من ألعاب ماريو على الإطلاق.

## وصلات خارجية
- هوتل ماريو على موقع IMDb (الإنجليزية)
- فندق ماريو في قاعدة بيانات الأفلام على الإنترنت.
- فندق ماريو في موبي جيمز.